# Union Theological Seminary
La Union Theological Seminary és una universitat de teologia independent la ciutat de New York situada a Manhattan entre Claremont Avenue i Broadway. El seminari va ser fundat el 1936 sota l'ègida de l'Església presbiteriana. El centre és avui lligat a la Universitat de Colúmbia situada a la vora. El filòsof i teòleg escocès John Macquarrie hi ha estat professor.